# لويس ويلفريد غريفيثز
لويس ويلفريد غريفيثز (بالإنجليزية: Lois Wilfred Griffiths)‏ هي رياضياتية أمريكية، ولدت في 27 يونيو 1899 في شاغرن فولز في الولايات المتحدة، وتوفيت في 9 نوفمبر 1981 في سكوكي في الولايات المتحدة.